# 96765 Poznańuni
96765 Poznańuni è un asteroide della fascia principale. Scoperto nel 1999, presenta un'orbita caratterizzata da un semiasse maggiore pari a 2,8088159 au e da un'eccentricità di 0,0647506, inclinata di 12,87200° rispetto all'eclittica.